# Depositorium
Ein Depositorium ist im engeren Sinne ein verschlossener Schrank oder Tresor für Akten, wichtige Dokumente, Geldbeträge oder geldwerte Papiere; im weiteren Sinne ein Archiv. Die verwahrten Dinge werden im Archivwesen auch als Deposit bezeichnet. Für Wertpapiere hat sich der Ausdruck Depot durchgesetzt.